# Маслак, Александр Викторович
Александр Викторович Маслак (укр. Олександр Вікторович Маслак; 4 февраля 1982, Торез — 17 марта 2022, Мариуполь) — украинский военнослужащий, мастер-сержант, участник российско-украинской войны. Герой Украины (28 августа 2023, посмертно).

## Биография
Родился 4 февраля 1982 года в городе Торез (ныне Чистяково) Донецкой области. С 2004 по 2008 годы и с 2017 по 2018 годы проходил службу в подразделениях Сумского пограничного отряда, а с 2019 года — в Донецком пограничном отряде.
С первых дней полномасштабного вторжения России в Украину участвовал в боях за Мариуполь. Погиб 17 марта 2022 года, во время боев за город.
25 февраля 2023 года состоялась церемония прощания с Александром Маслаком в Свято-Воскресенском кафедральном соборе в Сумах. Он был похоронен на Аллее Славы Барановского кладбища в городе Сумы.

## Награды
- Звание «Герой Украины» с удостоением ордена «Золотая Звезда» (28 августа 2023, посмертно) — за личное мужество и героизм, проявленные в защите государственного суверенитета и территориальной целостности Украины, верность военной присяге[6][7].